# Thủy lôi

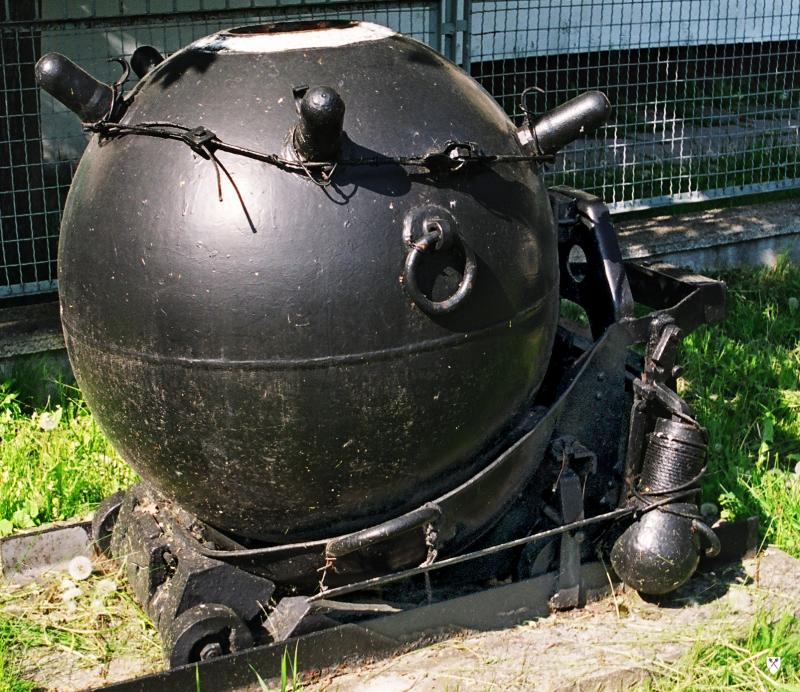
Polish wz. 08/39 contact mine. The protuberances around the top of the mine, called Hertz horns, are part of the detonation mechanism.

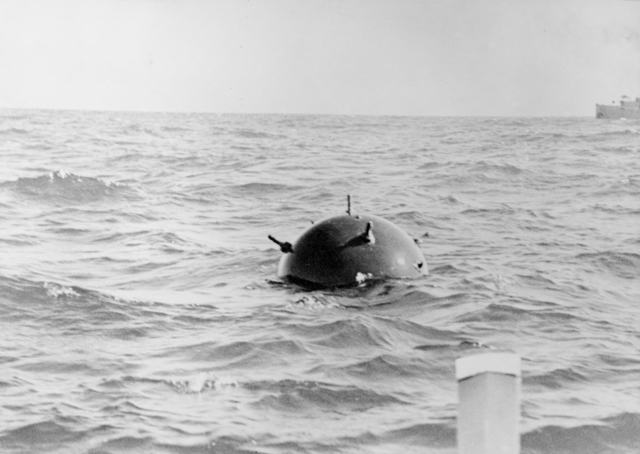
Thủy lôi do quân đội Đức thả ngoài khơi Úc trong Chiến tranh thế giới thứ hai

Thủy lôi còn gọi là mìn hải quân là một loại mìn được đặt xuống nước để tiêu diệt các loại tàu thuyền đối phương. Sau khi được gài chúng sẽ nằm chờ đến khi phát nổ do tàu thuyền tác động.
Thủy lôi là loại vũ khí có thể sử dụng trong thế công lẫn thế thủ. Khi dùng tấn công, thủy lôi được thả để gây thiệt hại cho tàu thuyền, loại bỏ phương tiện chuyên chở và di động của địch. Khi dùng phòng thủ, thủy lôi có thể dùng làm một vành đai bảo vệ các tàu thuyền của đồng minh và tạo ra một khu vực "an toàn".

## Lịch sử
Thủy lôi như ta biết ngày nay là do nhà phát minh Immanuel Nobel, người Thụy Điển và Moritz von Jacobi, người Đức chế tạo. Hải quân Nga đưa vào chiến trường lần đầu tiên trong chiến tranh Krym để phòng thủ Vịnh Phần Lan bằng cách thả hơn 1500 quả thủy lôi hầu chống chiến hạm của Hải quân Anh và Pháp đang công hãm đồn Kronshtadt.
Sang thập niên 1860 trong cuộc Nội chiến Mỹ, quân đội Miền Nam đã dùng thủy lôi chắn các cửa sông biển. Chiến thuyền USS Cairo của Quân đội Miền Bắc lưu danh lại trong sử sách là con tàu đầu tiên bị đánh đắm vì thủy lôi khi thuyền trưởng có lái tàu ngược sông Yazoo để triệt hạ pháo đài của quân Nam.
Việc dùng thủy lôi trong các trận hải chiến đã dẫn đến một ứng dụng mới bằng cách phóng thủy lôi hoặc gắn động cơ để thủy lôi di chuyển được, khai sinh ra ngư lôi do Robert Whitehead sáng chế.
Cuộc chiến Nga-Nhật năm 1904 chứng kiến sức tàn phá của thủy lôi khi cả hai phe tham chiến gài thủy lôi ở vùng biển Hoàng Hải, nhất là trong trận công hãm Lữ Thuận của Hải quân Nhật Bản trong khi quân Nga gắng sức chống trả.
Do được thả trong nước, để tránh sự dịch chuyển do tác động của các dòng nước xô đẩy từ các phía, thủy lôi thường có dạng tròn. Ngoài ra, để gia tăng tính cố định cho thủy lôi, một số dây cột được sử dụng giữ thủy lôi lơ lửng trong nước, không nổi lên bề mặt để dễ bị phát hiện nhưng cũng không chìm dưới đáy sông hay biển khiến hiệu quả bị suy giảm. Cũng vì được thả ngầm trong nước, xác suất để va chạm với tàu thuyền khá nhỏ, thủy lôi hiện đại phải thiết kế thêm thiết bị cảm ứng để tự bị kích nổ khi tàu thuyền đến gần, và thường có kích thước lớn, chứa một lượng nổ rất mạnh. Các đầu nổ của thủy lôi thường dựa vào cảm ứng với tác động mạnh của làn nước, với kim loại, với từ trường khi tàu thuyền đi qua v.v.
Thủy lôi thường được thả nhiều, tạo thành những bãi mìn ngầm dưới mặt nước biển rất nguy hiểm, nhằm phong tỏa các khu vực trọng yếu, như các luồng tàu thuyền của đối phương, các bến cảng.